# In My Memory
In My Memory – album holenderskiego DJ-a Tiësto wydany 15 kwietnia 2001 roku.

## Lista utworów
1. Magik Journey – 8:34
2. Close To You – 5:00
3. Dallas 4pm – 6:45
4. In My Memory – 6:06
5. Obsession – 9:06
6. Battleship Grey – 5:12
7. Flight 643 – 9:03
8. Lethal Industry – 6:45
9. Suburban Train – 8:24
10. Close To You (Magik Musik Remix) – 6:48
11. Urban Train (Mark O'Tool Remix) – 6:00